# Rasmus Rasmussen (gymnast)
 For alternative betydninger, se Rasmus Rasmussen. (Se også artikler, som begynder med Rasmus Rasmussen)
Rasmus Rasmussen (født 26. maj 1899 i Viby, død 11. april 1974 i Odense) var en dansk gymnast, som deltog i OL 1920.

## Gymnastikkarriere
Sammen med 23 andre danske deltagere deltog han i gymnastikdisciplinen svensk system for hold ved OL 1920 i Antwerpen. Holdet var sikret medalje på forhånd, da kun tre nationer stillede op. Sverige vandt guld med 1.363.833 point, Danmark fik 1.324.833, mens hjemmeholdet fra Belgien vandt bronze med 1.094.000 point.